# Legeslegjobb cimborák – Állati a buli
A Legeslegjobb cimborák – Állati a buli (eredeti cím: Mullewapp – Eine schöne Schweinerei) 2016-ban bemutatott 3D-s számítógépes animációs film, amely Helme Heine és Gisela von Radowitz Cimborák című könyvsorozata alapján készült. Az animációs játékfilm rendezői Theresa Strozyk és Tony Loeser, producere Stéphan Roelants. A forgatókönyvet Jesper Møller és Armin Völckers írta, a zenéjét Andreas Hoge szerezte. A mozifilm a MotionWorks és a Mélusine Productions gyártásában készült, a StudioCanal forgalmazásában jelent meg. 
Németországban 2016. július 14-én, Magyarországon 2017. december 14-én mutatták be a mozikban.

## Szereplők
| Szereplő                       | Eredeti hang    | Magyar hang                                            |
| ------------------------------ | --------------- | ------------------------------------------------------ |
| Kakas Károly (Franz)           | Michael Kessler | Galbenisz Tomasz                                       |
| Valdemár (Waldermar)           | Axel Prahl      | Elek Ferenc                                            |
| Egér Kázmér (Johnny Mouser)    | Ralf Schmitz    | Hamvas Dániel                                          |
| Marilyn                        | Carolin Kebekus | Mezei Kitty                                            |
| Benny Haver                    | Christian Ulmen | Péter Richárd                                          |
| Röf fon Böff (Horst von Borst) | N/A             | Faragó András                                          |
| Bőregér                        | N/A             | Várkonyi Andrea                                        |
| Kifli (Bello)                  | N/A             | Pálfai Péter                                           |
| Anna                           | N/A             | Bókai Mária                                            |
| Tekli nyúl                     | N/A             | Csuha Lajos                                            |
| Milli                          | N/A             | Andrádi Zsanett                                        |
| Leo                            | N/A             | N/A                                                    |
| Felhő (Wolke)                  | N/A             | N/A                                                    |
| Csibék                         | N/A             | Jelinek Éva Kiss Bernadett Mayer Marcell Pekár Adrienn |
| Vaddisznók                     | N/A             | Fellegi Lénárd Maday Gábor Varga Rókus                 |